# Eupalaestrus weijenberghi
Eupalaestrus weijenberghi är en spindelart som först beskrevs av Tord Tamerlan Teodor Thorell 1894.  Eupalaestrus weijenberghi ingår i släktet Eupalaestrus och familjen fågelspindlar. Inga underarter finns listade i Catalogue of Life.